# Nodul rutier Mousserolles
Nodul rutier Mousserolles este un nod rutier între autostrăzile A63 și A64, situat în estul orașului Bayonne, pe teritoriul comunelor Bayonne, Saint-Pierre-d'Irube și Mouguerre, în departamentul Pyrénées-Atlantiques, în regiunea Nouvelle-Aquitaine.

## Drumuri deservite
- autostrada A63, care leagă Bordeaux de Hendaye, apoi de granița cu Spania;
- autostrada A64, în direcția Pau și Toulouse;
- drumul departamental RD 636, spre Saint-Pierre-d'Irube, Bayonne și Mouguerre;
- drumul departamental RD 635, spre Villefranque.